# Nelson Dawson
Nelson Ethelred Dawson, né le 5 mai 1859 à Stamford, Lincolnshire et mort le 28 octobre 1941 à Chiswick, un quartier du district de Hounslow à Londres, est un peintre, aquafortiste anglais, membre du mouvement Arts and Crafts.

## Biographie

### Enfance et formation

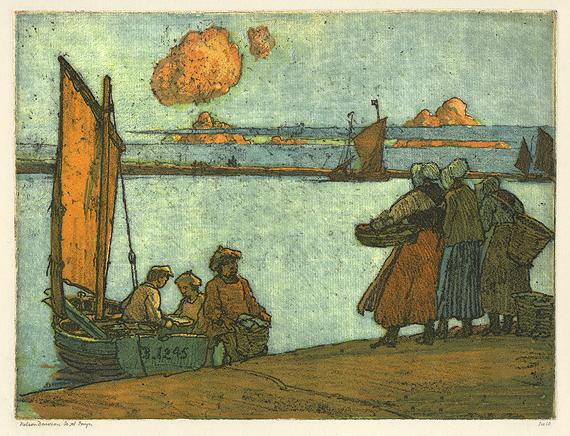
Trois pêcheuses d'Étaples, 1912, eau-forte en couleur.

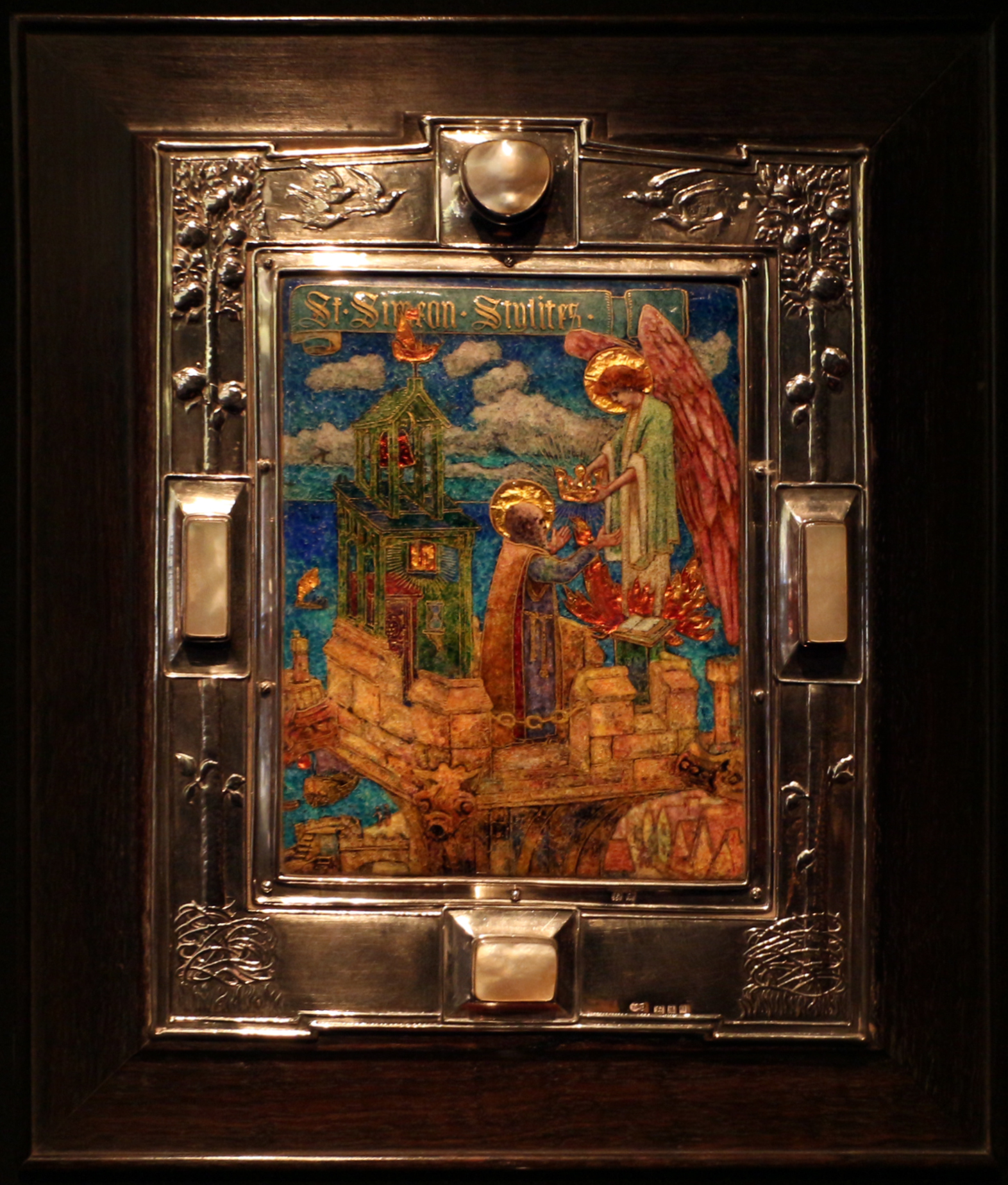
Un cadre en argent par Nelson Dawson contenant une plaque émaillée par Edith Dawson.

Nelson Dawson naît le 5 mai 1859 à Stamford dans le Lincolnshire du mariage d'Edwin Dawson et Emma Annie Harris.
Il fait ses études à la Stamford School. Il déménage à Londres, où il travaille dans son atelier d'abord de Manresa Road, Chelsea (partagé avec Ernest Dade) et aussi à l'arrière de sa maison de ville à Chiswick.

### Famille
Nelson Dawson épouse Edith Robinson en 1893 et ont deux filles, Rhoda et Mary Ethel.
Il est, avec son épouse, l'une des figures clés des bijoux du mouvement Arts and Crafts.
Edith apprend l'émaillage de son mari qui a été enseigné par Alexander Fisher, un maître émailleur qui à son tour a appris son métier en France. Ensemble, ils relancent la pratique de l'émail de la Renaissance dans leurs bijoux.

### Carrière
Nelson Dawson expose son art dans toute l'Angleterre, y compris à la Royal Academy et est élu associé de la Royal Society of Painters in Water Colours et membre de la Royal Society of Painter-Etchers and Engravers .
En tant que potier, aquarelliste, bijoutier, orfèvre, métallurgiste, graveur et écrivain sur des sujets artistiques, sa réputation souffre car il a trop peu montré ses talents. Néanmoins, le British Museum, le Victoria & Albert Museum et le National Maritime Museum de Greenwich conservent des collections de ses travaux et documents.
La grille d'orgue en bronze de l'église Holy Trinity, Sloane Street, Chelsea (décrite par le poète lauréat, John Betjeman comme la cathédrale du mouvement des arts et métiers) est l'œuvre de Dawson et prend sa place à côté des trésors de William Morris et Edward Burne-Jones. Les autres commandes comprennent une truelle et un maillet utilisés par la reine Victoria lors de sa dernière apparition publique, posant la première pierre du Victoria & Albert Museum en 1899, le cercueil présenté au président américain Woodrow Wilson lors de sa visite en Angleterre en route pour la conférence de paix de Paris, 1919, somptueux accessoires de bain pour le vicomte Hambleden en cuivre et en argent, et les portes de Hull Guildhall.
En 1901, Dawson fonde The Artificers' Guild à partir de son atelier de Chiswick, qui est acquis par Montague Fordham (en) (ancien directeur de la Birmingham Guild and School of Handicrafts) en 1903.
En 1908, il est membre du premier comité du London Salon organisé par l'Allied Artists' Association.
Il est connu pour ses scènes maritimes. En 1910, il visite la colonie artistique d'Étaples.
Dawson laisse bon nombre de ses tableaux à l'école Stamford, mais bien qu'un certain nombre de gravures et d'aquarelles décorent encore les murs de l'école, elles n'ont pas toutes été stockées ou exposées correctement et certaines toiles ont même été peintes par les élèves.
Une rétrospective de son travail au Stamford Museum est clôturée le 26 janvier 2008. La bibliothèque de l'université de Georgetown accueille en 2009 une exposition de ses vues marines intitulée Etched by the Sea.

### Mort
Nelson Dawson meurt le 28 octobre 1941, à Chiswick Est, un quartier du district de Hounslow à Londres. Son épouse est morte en 1928.